# روز بهاری (مجموعه تلویزیونی)
روز بهاری (انگلیسی: Spring Day; کره‌ای: 봄날) یک مجموعه تلویزیونی محصول کره جنوبی در سال ۲۰۰۵ با بازی گو هیون جونگ، جو این سونگ و جی جین هی است. این مجموعه از مجموعه تلویزیونی ژاپنی سال ۱۹۹۵ به نام سکه بهشتی (星の金貨 Hoshi no Kinka) اقتباس شده است. این مجموعه از ۸ ژانویه تا ۱۳ مارس ۲۰۰۵، روزهای شنبه و یکشنبه ساعت ۲۱:۴۵ (کی‌اس‌تی) از اس‌بی‌اس برای ۲۰ قسمت پخش شد.
روز بهاری بازگشت گو هیون جونگ به بازیگری ده سال پس از بازنشستگی او پس از ازدواج با یک چه‌بول (در سال ۲۰۰۳ طلاق گرفتند) بود. تا حد زیادی به خاطر حضور گو هیون جونگ، روز بهاری با میانگین آمار بینندگان ۳۰٪ به پنجمین درام کره‌ای محبوب سال ۲۰۰۵ تبدیل شد.